# Фитнес-аэробика
Фитнес-аэробика — командный вид спорта, официально зарегистрированный во Всероссийском реестре видов спорта (ВРВС). Один из самых молодых видов спорта, быстро завоевавший популярность во всём мире, собравший всё лучшее из теории и практики оздоровительной и спортивной аэробики. Своеобразие фитнес-аэробики определяется органичным соединением спорта и искусства, единством движений и музыки. Фитнес-аэробика — достаточно сложный в координационном и физическом отношении вид спорта. Соревновательные комбинации отличаются быстрым темпом, резкой сменой положения тела.

## О федерации
Общероссийская общественная организация Федерация фитнес-аэробики России (ФФАР) — это многофункциональная, разветвлённая система. Членами ФФАР являются 51 региональное отделение представительств по всей РФ. Федерацией ведётся активная работа по подготовке инструкторов по фитнесу и тренеров по фитнес-аэробике — массовому и доступному виду спорта.
Федерация была основана в 1991 году. Изначально носила название Федерация аэробики России, первым президентом которой была Лариса Валентиновна Сиднева. В 2007 году переименована в Федерацию фитнес-аэробики России.
Президент ФФАР — Полухина Татьяна Григорьевна, избрана 18 сентября 2019 года на отчётно–выборной конференции Федерации фитнес–аэробики России. Сменила в этой должности Ольгу Сергеевну Слуцкер.
ФФАР является официальным представителем Международной федерации спорта, аэробики и фитнеса (FISAF international) в РФ.
ФФАР аккредитована Министерством спорта РФ по виду спорта «Фитнес-аэробика» (приказ об аккредитации № 21 от 23 января 2012 года). График мероприятий и соревнований, проводимых федерацией, включён в Единый календарный план Министерства спорта Российской Федерации. Разработаны и утверждены разрядные нормативы по фитнес-аэробике.
На сегодняшний день ФФАР осуществляет свою деятельность по трём основным направлениям:
- спортивное — развитие массового вида спорта «фитнес-аэробика»;
- образовательное — проведение обучающих семинаров по различным направлениям фитнеса, а также семинаров для тренеров и судей;
- социальное — проведение массовых физкультурно-спортивных мероприятий, оздоровительных занятий среди населения.

С 1993 по 1999 годы федерацией проведено 176 фестивалей и конкурсов, а с 2000 года организовано 52 соревнования в субъектах РФ, 23 из них — всероссийского значения (чемпионаты, кубки, первенства). Лучшие команды России (562 спортсмена) приняли участие в 30-и международных турнирах, завоевав 3 золотые, 11 серебряных и 22 бронзовые медали. 52 команды вышли в финал международных соревнований.
В 2005 году в Москве федерацией был проведён Чемпионат Европы по фитнес-аэробике. В соревнованиях приняло участие более 1 100 спортсменов из 20-и стран мира. В 2008 году в Дубне Московской области состоялся Чемпионат мира по фитнес-аэробике, где приняло участие 1 300 спортсменов из 22-х стран мира.
За последние 7 лет в соревнованиях различного уровня приняло участие 97 546 спортсменов из 340 городов и районных центров РФ. С 2007 по 2014 годы было завоёвано 22 золотых, 25 серебряных и 28 бронзовых медалей.

## Обучение
Федерация фитнес-аэробики России (ФФАР) — лидер в обучении фитнес-инструкторов мирового уровня по самым совершенным и новейшим методикам. Федерация проводит обучение инструкторов на основании государственной лицензии уже более 20-и лет и является сертифицированным членом FISAF International (Federation of International Sport, Aerobics and Fitness). Обучающиеся в федерации получают международный сертификат и возможность быть включёнными в международную базу фитнес-инструкторов.

## Описание
Соревнования по фитнес-аэробике проводятся в спортивных дисциплинах, в соответствии с Всероссийским реестром видов спорта: «аэробика», «степ-аэробика», «хип-хоп», «аэробика (5 человек)», «хип-хоп большая группа».
На различных этапах подготовки этот вид спорта способствует укреплению здоровья и гармоничному развитию функций организма детей и подростков, формированию правильной осанки, развитию общей физической подготовки, способствует развитию хореографических, музыкальных, акробатических навыков, а также морально-волевых качеств.

### Аэробика
Продолжительность выступления должна составлять 1,45 минуты +/- 5 секунд, музыка должна
соответствовать данной дисциплине, иметь четко выраженный темп (BPM), максимум 160 ВРМ,
соответствующий правилам работы в аэробике. Никаких обязательных элементов не существует.
Спортсмены должны избегать любых травмоопасных движений.

### Степ-аэробика
Продолжительность выступления должна составлять 1,45 минуты +/- 5 секунд, музыка должна
соответствовать данной дисциплине, иметь четко выраженный темп (BPM), максимум 140 ВРМ,
соответствующий правилам работы в степ-аэробике. Никаких обязательных элементов не существует.
Спортсмены должны избегать любых травмоопасных движений.

### Хип-хоп
В спортивной дисциплине «хип-хоп» соревнуются группы в количестве 5—9 человек. Площадка для выступления в хип-хоп должна быть 9м х 9м, 10м х 10м.

### Аэробика 5 человек
В спортивной дисциплине «аэробика (5 человек)» соревнуются группы по 5 человек.

### Хип-хоп большая группа
В спортивной дисциплине «хип-хоп большая группа» соревнуются группы 12—25 человек.
Площадка для выступления в хип-хоп (большая группа) должна быть минимум 10м х 10м.

## Туры соревнований
Все международные соревнования проводятся в 3 тура. Количество туров зависит от количества
зарегистрированных команд-участников в каждой категории.
Отборочный тур/ Полуфинальный тур/ Финальный тур.

## Стартовые взносы
С 2020 года утверждён размер стартового взноса в размере 1 000 рублей с каждого участника, и 500 рублей за участие во второй дисциплине.